# Minuetto K 2
Il Minuetto K 2 è un brano musicale per clavicembalo composto da Wolfgang Amadeus Mozart a Salisburgo nel gennaio 1762.

## Descrizione
La partitura autografa di questa composizione, probabilmente scritta dalla mano di Leopold Mozart, faceva parte del cosiddetto Nannerl Notenbuch, un piccolo quaderno che Leopold Mozart utilizzava per insegnare musica ai suoi figli. Essa è andata perduta, ma se ne conoscono le note grazie alla copia inserita da Georg Nikolaus Nissen nella sua Mozart-Biographie pubblicata nel 1828.
Si tratta di un breve brano in 3/4 nella tonalità di Fa maggiore, composto da due sezioni di otto e sedici battute ciascuna, entrambe con i segni di ripetizione (secondo lo schema ||:A:||:B:||). È caratterizzato da un motivo di una sola battuta, che viene sviluppato nelle successive sette battute, quindi modula per altre otto battute e infine è ripreso per altre otto battute. L'inizio del brano è tetico e non vi sono abbellimenti nel corso della composizione. Particolarmente espressiva è la corona nella ventesima battuta, che ferma momentaneamente il tempo proprio prima del finale, al fine di dare maggior rilevanza alla cadenza autentica che segna la conclusione.